# Spółgłoska nosowa dwuwargowa dźwięczna
Spółgłoska nosowa dwuwargowa – rodzaj dźwięku spółgłoskowego występujący w językach naturalnych. W międzynarodowej transkrypcji fonetycznej IPA oznaczanej symbolem: [m].

## Artykulacja

### Opis
W czasie artykulacji podstawowego wariantu [m]:
- modulowany jest prąd powietrza wydychanego z płuc, czyli artykulacja tej spółgłoski wymaga inicjacji płucnej i egresji,
- tylna część podniebienia miękkiego znajduje się w luźnej pozycji, prąd powietrza uchodzi przez nos
- prąd powietrza w jamie ustnej przepływa ponad całym językiem lub przynajmniej powietrze uchodzi wzdłuż środkowej linii języka
- dolna warga kontaktuje się z górną wargą, tworząc zwarcie. Dochodzi do zablokowania przepływu powietrza przez tor ustny jamę ustną, jednakże podniebienie miękkie jest opuszczone i powietrze uchodzi przez nos.
- wiązadła głosowe periodycznie drgają, spółgłoska ta jest dźwięczna
- pozycja języka i ust może zależeć od kontekstu, w jakim występuje głoska.

### Warianty
Opisanej powyżej artykulacji może towarzyszyć dodatkowo:
- wzniesienie środkowej części grzbietu języka w stronę podniebienia twardego, wtedy jest to spółgłoska zmiękczona (spalatalizowana): [mʲ]
- wzniesienie tylnej części grzbietu języka w kierunku podniebienia tylnego, wtedy jest to spółgłoska welaryzowana: [mˠ]
- przewężenie w gardle, wtedy jest to spółgłoska faryngalizowana: [mˤ]
- zaokrąglenie warg, wtedy jest to spółgłoska labializowana: [mʷ]

### Przykłady
| Język     | Język              | Wyraz  | IPA                  | Znaczenie | Uwagi                                           |
| --------- | ------------------ | ------ | -------------------- | --------- | ----------------------------------------------- |
| Angielski | General American   | mother | [ˈmʌðɚ] ( odsłuchaj) | matka     | Zobacz fonologia i fonetyka języka angielskiego |
| Polski    | język ogólnopolski | masa   | [ˈmasa] ( odsłuchaj) | masa      | Zobacz fonetyka języka polskiego                |